# Rozyna

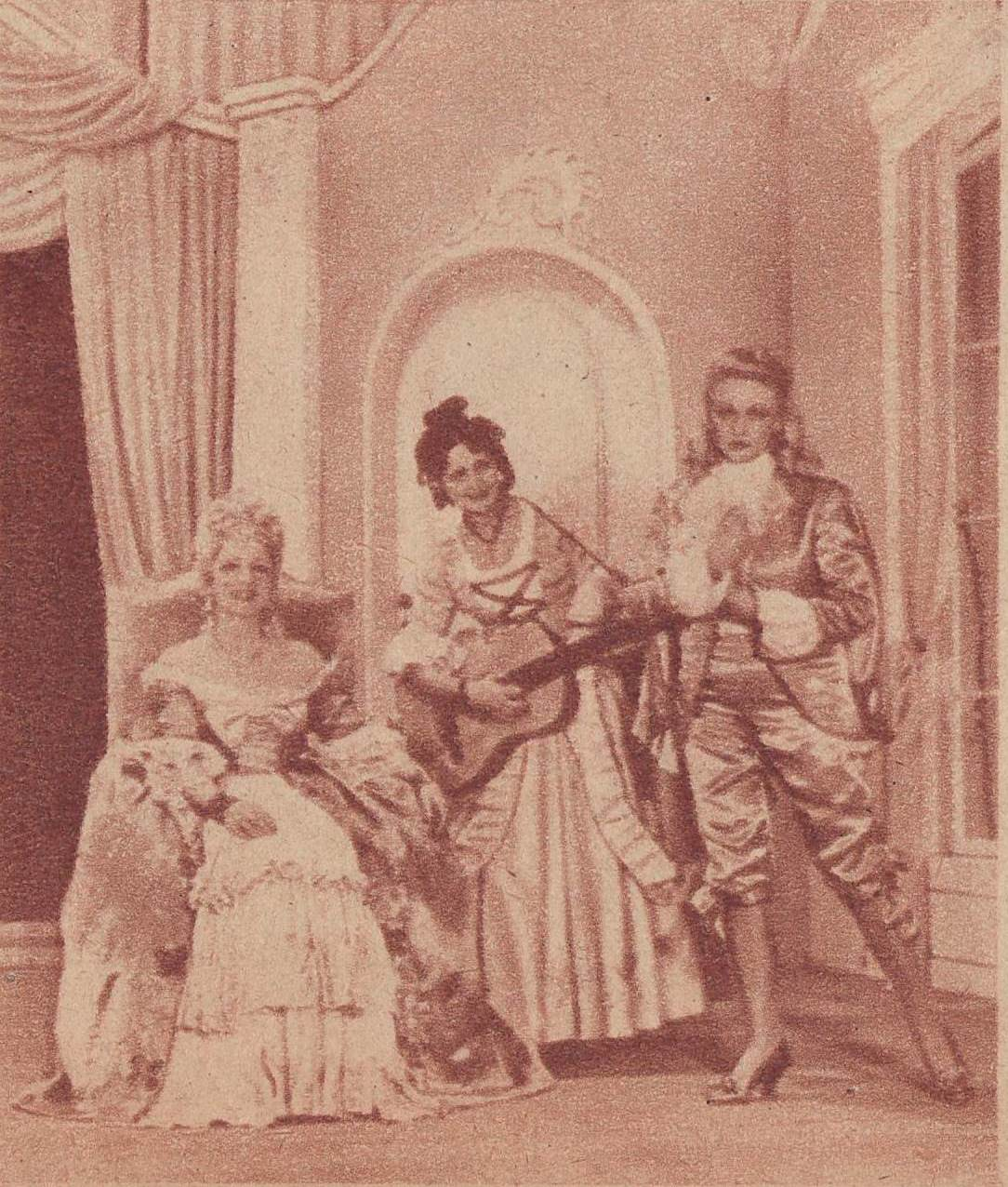
Ada Zasadzianka (jako Rozyna Almaviva), Janina Martini (Zuzanna) i Zofia Jamry (Cherubin), Pierre-Augustin Caron de Beaumarchais, Wesele Figara

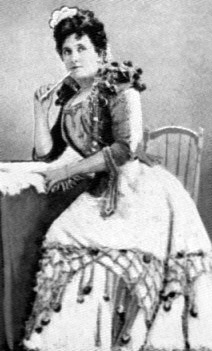
Nellie Melba jako Rozyna Almaviva

Rozyna – hrabina Almaviva, postać fikcyjna, stworzona przez Beaumarchais’go, centralna postać jego trzech komedii: Cyrulik sewilski, Wesele Figara i Wyrodna Matka. Wychowanica doktora Bartolo, żona hiszpańskiego hrabiego. Swoją sławę zawdzięcza przede wszystkim Mozartowi (Wesele Figara) i Rossiniemu (Cyrulik sewilski).
Aria Una voce poco fa i duet Dunque io son z „Cyrulika...” oraz arie Porgi, amor i Dove sono z „Wesela...”, to ścisła klasyka sopranu. Rola Rozyny jest niemal obowiązkową pozycją w repertuarze sopranistek (również mezzosopranistek czy kontraltów), które aspirują do miana „wybitnych”. Wśród najwybitniejszych wykonawczyń są: Luisa Laschi – premiera Wesela Figara (Wiedeń–1786), Geltrude Righetti-Giorgi – premiera Cyrulika sewilskiego Rossiniego (Rzym–1816), Maria Malibran, Nellie Melba, Maria Callas, Roberta Peters, Gianna D’Angelo, Victoria de los Angeles, Beverly Sills, Lily Pons, Diana Damrau, Kathleen Battle, Luciana Serra, Marilyn Horne, Teresa Berganza, Lucia Valentini Terrani, Cecilia Bartoli, Joyce DiDonato, Jennifer Larmore, Elīna Garanča, Weselina Kacarowa, Ewa Podleś, Kiri Te Kanawa, Sena Jurinac, Margaret Price, Madelyn Renée Monti, Patrizia Biccire, Rinat Shaham, z Polek także Dorota Dutkowska.